# Jerzy Zbigniew Ossoliński
Jerzy Zbigniew Ossoliński herbu Topór (zm. przed 24 maja 1729 roku) – kasztelan zawichojski w 1724 roku, kasztelan połaniecki w latach 1712–1724, marszałek Trybunału Głównego Koronnego w 1716 roku, stolnik sandomierski w latach 1710–1712, podstoli sandomierski w latach 1703–1710, podczaszy trembowelski w 1701 roku, towarzysz chorągwi husarskiej w 1700 roku.
Był synem Maksymiliana Hieronima.